# VI Międzynarodowe Klubowe Zawody Spadochronowe Gliwice 1980
VI Międzynarodowe Klubowe Zawody Spadochronowe Gliwice 1980 – odbyły się 14–17 maja 1988. Gospodarzem Mistrzostw był Aeroklub Gliwicki, a organizatorem Sekcja Spadochronowa Aeroklubu Gliwickiego. Patronat nad Mistrzostwami sprawowało Towarzystwo Miłośników Ziemi Gliwickiej. Do dyspozycji skoczków był samolot An-2TD SP-ANW.

## Rozegrane kategorie
Zawody rozegrano w czterech kategoriach spadochronowych:
- Indywidualna celność lądowania – skok z wysokości 1000 m, opóźnienie 0–5 sekund
- Akrobacja zespołowa Relativ – skoki zespołowe z zejściem się w czasie opadania z zamkniętym spadochronem 3. skoczków w powietrzu. Skok wykonywany z wysokości 2500 m, opóźnienie 35 sekund
- Drużynowa celność lądowania
- Ogólna.

## Kierownictwo Mistrzostw
- Kierownik Sportowy: Edward Miler (Gliwice).

Źródło: 

## Uczestnicy zawodów
Uczestników VI Międzynarodowych Klubowych Zawodów Spadochronowych Gliwice 1980 podano za: Jan Isielenis, Archiwum Sekcji Spadochronowej Aeroklubu Gliwickiego, 1980. Brak numerów stron w książce
W zawodach brało udział 31 zawodników z aeroklubów klubów krajowych  Polska oraz zespołów z Burgas  Bułgaria i Prešova  Czechosłowacja.

1. M. Pokropek
2. Ryszard Łuczak
3. Karol Malinowsky
4. J. Straka
5. M. Krajnikova
6. František Podračky
7. Pavel Gabani
8. J. Całusiński
9. Z. Cuban
10. Z. Kula
11. Edward Miler (Aeroklub Gliwicki)
12. Jerzy Hercuń (Aeroklub Gliwicki)
13. Jan Strzałkowski (Aeroklub Gliwicki)
14. Christov Stojan
15. W. Kalkandżijev
16. J. Ninow
17. A. Łużny
18. J. Węckowski
19. J. Kozdruś
20. W. Jangiczova
21. D. Zlatev
22. Dimitr Jangiczov
23. Kazimierz Nowak (Aeroklub Gliwicki)
24. Jan Isielenis (Aeroklub Gliwicki)
25. Marcin Wilk (Aeroklub Gliwicki)
26. Mariusz Bieniek (Aeroklub Gliwicki
27. Jerzy Botor (Aeroklub Gliwicki)
28. Halina Kadzidło (Aeroklub Gliwicki)
29. Adam Pawletko (Aeroklub Gliwicki)
30. N. Cekow
31. Roman Grudziński (Aeroklub Gliwicki).